# Pora na hit!
Pora na hit! (ang. The Wannabes Starring Savvy, 2010–2014) – amerykański serial telewizyjny dla młodzieży, stworzony przez Doreen Spicer-Dannelly (twórcę Wskakuj! oraz The Proud Family), którego bohaterami są uczniowie pragnący zostać w przyszłości gwiazdami popu.

## Opis fabuły
Serial opowiada o grupie sześciu nastolatków, których marzeniem jest zostać gwiazdami popu. By ich marzenie stało się rzeczywistością zapisują się do Akademii Sztuki.  

## Obsada
- Mariah Parks jako Mariah
- Drew Reinartz jako Drew
- Alan Shaw jako Alan
- Andrew Bowen Stern jako Andrew
- Gabrielle "Sarah" LeMaire jako Sarah
- Stephen Scott jako pan Moody
- David LaDuca jako pan Pesckow
- Shaylen Carroll jako Shaylen